# صواري الليل (مسلسل)
صواري الليل، مسلسل كويتي، إنتاج 1993.

## بطولة
غانم الصالح
```
(أبو سالم)
```

حسين المنصور

علي البريكي

خليفة خليفوة

منقذ السريع

فهد السليم

بدرية أحمد

طيف

أحلام محمد

أحمد الجسمي